# Auroragimpel
Der Auroragimpel (Carpodacus waltoni) ist ein Singvogel aus der Familie der Finken. Die kleinste der Karmingimpelarten kommt in den Gebirgen der westlichen Volksrepublik China vor. Das Artepitheton ehrt Herbert James Walton (1869–1938).

## Beschreibung

### Aussehen
Der Auroragimpel ist mit 12,5 cm Körperlänge knapp größer als ein Girlitz und damit die kleinste Art der Gattung, die Flügellänge liegt zwischen 69 und 76 mm. Der kurze, spitze Schnabel ist hornbraun, die Füße sind blassbraun.
Die Geschlechter unterscheiden sich deutlich in der Gefiederfärbung.  Beim Männchen sind Stirn und Kehle tiefrosa, diese Färbung läuft auf dem langen und breiten Überaugenstreif und zu Wangen und Brust hin in helleres rosa aus. Im Überaugenstreif und auf Wangen und Ohrdecken finden sich zerstreut weiße Federspitzen. Der Scheitel ist dunkelrosa mit einer kräftigen braunen Streifung. Zügel und Augenstreif sind dunkel rötlichbraun, hintere Ohrdecken, Nacken und Halsseiten sowie Rücken und Schulterfedern sind graubraun mit einer rosa Nuance. Auf dem Rücken zeigt sich eine breite, dunkle Streifung. Der Bürzel und die Oberschwanzdecken sind rosa mit etwas Braun auf den Zentren der längsten Federn. Der Stoß ist dunkelbraun. Die Unterseite ist rosa bis dunkelrosa mit einigen dunkleren Federzentren. Sie wird zum Bauch hin heller bis hin zu weißlich. Die Armdecken sind graubraun bis dunkelbraun mit rosa bis beige getönten Säumen und Spitzen. Fittich und Handdecken sind dunkelbraun, die Schwingen zudem beige-rosa gesäumt. Auf den Schirmfedern sind die Säume breiter.
Das Weibchen ist oberseits blass-beige bis graubraun mit einer breiten, dunklen Streifung, die auf dem Bürzel aussetzt. Überaugenstreif, Kinn und Kehle sind etwas heller mit feiner Strichelung. Die Unterseite ist blass-beige mit einer kräftigen Streifung die zum unteren Bauch hin feiner wird. Das Gefieder der Flügel und die Steuerfedern sind dunkelbraun, teils mit blass-beigen Säumen und Spitzen.
Die Art ist sowohl dem leicht größeren Schmuckgimpel als auch dem Rosenbrauengimpel sehr ähnlich. Besonders die Weibchen dieser drei Arten lassen sich im Feld kaum unterscheiden.

### Stimme
Der Ruf ist ein kräftiges pink oder tink oder ein ammernähnliches tsip oder tsick. Bisweilen ist wie beim Schmuckgimpel ein helles piprit zu vernehmen oder auch ein blechern-rasselndes twit-itt-itt-itt-itt. Der Gesang wurde bislang nicht beschrieben.

## Verbreitung und Bestand
Die monotypische Art lebt im Südwesten Chinas vom südlichen Qinghai südwärts bis ins südwestliche Sichuan und den äußersten Nordwesten von Yunnan. Randvorkommen gibt es im südöstlichen Tibet. Der Auroragimpel ist selten und wenig bekannt. Er wird von der IUCN als nicht bedroht angesehen.

## Lebensweise
Die Lebensraumansprüche ähneln denen des Schmuckgimpels, der meist in Gesträuch aus Rhododendron, Kreuzdorn, Eichen oder Wacholder zu finden ist. Der Auroragimpel ist aber meist in offeneren Habitaten wie steinigen Hängen oder alpinem Grünland und in größeren Höhen zwischen 3950 und 4880 m zu finden. In Tibet besiedelt er trockene Täler mit buschbestandenen Hängen, Standorte am Rande der Kulturlandschaft und alpine Gebüsche. Im Winter wandert die Art in niedrigere Lagen ab oder zieht südwärts, um in der Likiang-Kette im nördlichen Yunnan oder im südöstlichen Tibet zu überwintern.
Der Auroragimpel tritt meist paarweise oder in kleinen Trupps auf. Im Winter bilden sich größere Verbände, die sich mit dem Schmuckgimpel vergesellschaften. Die Nahrung besteht aus Sämereien, die meist vom Boden aufgelesen werden. Über die Brutbiologie ist nichts bekannt.

## Unterarten
Es sind folgende Unterarten bekannt:
- Carpodacus waltoni waltoni (Sharpe, 1905) ist im südöstlichen Tibet und dem nordöstlichen Indien verbreitet.
- Carpodacus waltoni eos (Stresemann, 1930)	kommt im westlichen und dem westlichen zentralen China vor.